# 머펫 대소동
《머펫 대소동》(머펫 大騷動, 영어: The Muppets)은 2011년 개봉한 미국의 뮤지컬 코미디 영화이다.

## 줄거리
열렬한 머펫 쇼 팬인 월터는 인간 형 게리와 그의 여자친구 메리와 함께 낡은 머펫 스튜디오를 방문한다. 그곳에서 월터는 탐욕스러운 사업가 텍스 리치먼이 머펫 극장을 사들여 석유를 시추하려 한다는 것을 엿듣게 된다. 머펫 극장을 되찾기 위해서는 머펫들이 재결합하여 1,000만 달러를 모금해야 한다는 사실을 알게 된 월터 일행은 커밋을 찾아간다.
커밋은 뿔뿔이 흩어진 머펫들을 다시 모아 텔레톤 쇼를 개최하기로 결심한다. 르노에서 무례한 모펫 모방 밴드와 함께 공연 중인 포지 베어, 배관 회사를 운영하는 곤조, 잭 블랙이 후원하는 분노 조절 클리닉에 다니는 애니멀 등 다양한 머펫들을 찾아 나선다. 파리에서 보그 편집자로 일하는 미스 피기를 설득하지만, 그녀는 처음에는 거절한다. 하지만 모펫 카운터파트가 고용되자 다시 돌아온다. 머펫들은 여러 방송국에 텔레톤 쇼를 제안하고 CDE 방송국의 베로니카 마틴은 스타 호스트를 섭외하고 극장을 재건한다는 조건 하에 방송을 허락한다.
시간이 얼마 남지 않은 상황에서 커밋은 리치먼에게 스튜디오를 돌려달라고 간청하지만 거절당한다. 미스 피기는 다른 머펫들을 설득해 잭 블랙을 납치하여 텔레톤 쇼 호스트로 내세운다. 한편, 게리는 여자친구 메리가 떠난 것을 알고 그녀를 찾아 고향으로 돌아간다. 머펫들은 커밋을 설득해 텔레톤에 참여시키고 쇼는 점차 관객과 모금액이 늘어난다. 리치먼은 쇼를 방해하려 하지만 게리와 메리가 쇼의 전력을 복구하고, 리치먼의 부하인 언클 데들리가 그를 배신하여 방해 시도를 막는다. 커밋과 미스 피기가 화해하면서 머펫들은 "Rainbow Connection"을 연주하고, 애니멀은 드럼 연주를 다시 사랑하게 된다. 월터는 게리의 격려를 받아 휘파람 연주를 하고 기립 박수를 받는다.
리치먼은 텔레톤 모금 목표에 거의 도달했을 때, 커밋의 차를 전화선 기둥에 부딪혀 전화선을 끊어버리고 머펫들을 극장에서 쫓아낸다. 하지만 할리우드 거리에서 팬들의 환영을 받고 월터는 머펫 멤버로 합류하게 된다. 게리는 메리에게 청혼하고, 리치먼은 곤조의 볼링공에 머리를 맞아 웃음을 되찾고 머펫들에게 극장을 돌려준다.

## 출연
- 제이슨 시걸 - 게리 역
- 에이미 애덤스 - 메리 역
- 크리스 쿠퍼 - 텍스 리치먼 역
- 러시다 존스 - CDE 간부, 버로니카 역
- 잭 블랙 - 본인 역 (크레디트 미기재)
- 잭 갤리퍼내키스 - 떠돌이 조 역
- 짐 파슨스 - 인간 월터 역
- 켄 정 - 펀치 티처 사회자 역
- 앨런 아킨 - 머펫 스튜디오 투어 가이드 역
- 빌 코브스 - 할아버지 역
- 에디 페피톤 - 우편 집배원 역
- 크리스틴 샬 - 분노 조절 집단 치료 중재자 역
- 도널드 글러버 - CDE 하급 간부 역
- 세라 실버먼 - 멜스 드라이브인 식당 접대원 역

과거 촬영분
- 짐 헨슨
- 프랭크 오즈
- 리처드 헌트

카메오
- 에밀리 블런트 - 보그 파리의 미스 피기 접수 담당 직원 역
- 레슬리 파이스트
- 우피 골드버그
- 설리나 고메즈
- 데이브 그롤
- 닐 패트릭 해리스
- 저드 허시
- 존 크러진스키
- 리코 로드리게스
- 미키 루니